# Thord Bylund
Thord Birgurd Bylund, född 24 november 1939 i Härnösands församling i Västernorrlands län, död 11 augusti 2013 i Källstorps församling i Skåne län, var en svensk arkivarie.
Bylund var son till försäljningschefen Birgurd Vilhelm David Bylund och Anna Lisa Vallin. Han var chef för Svensk Arkivinformation i Ramsele (SVAR) och arkivlektor vid Landsarkivet i Härnösand. Han var också verksam inom Genealogiska Föreningen och Sveriges Släktforskarförbund. Bylund var författare till ett större antal böcker och artiklar i genealogiska ämnen.
Han erhöll kunglig medalj "För framstående insatser inom släktforskningen" 2000 och Victor Örnbergs hederspris 2004.
Bylund var från 1965 gift med sjuksköterskan Gunilla Beijer (1941–2019), dotter till prosten Erik Beijer och folkskolläraren Anna-Stina Sundh. De fick tre barn tillsammans.
Han är gravsatt på Härnösands nya kyrkogård.